# Bourrage de bits
Pour les articles homonymes, voir Bourrage.
En transmission de données et en télécommunication, le bourrage de bits (en anglais, bit stuffing) est l'insertion dans des données de bits ne contenant pas d'information. Les bits résultant du bourrage de bits ne doivent pas être confondus avec les bits d'overhead.
Le bourrage de bits est utilisé à des fins diverses, comme pour remplir des mémoires tampons ou des trames. L'emplacement des bits de bourrage est communiqué au receveur de la communication, et, après la réception, les bits de bourrage sont enlevés pour rétablir le flux de bits à sa forme originale.

## Référence
- (en) Cet article est partiellement ou en totalité issu de l’article de Wikipédia en anglais intitulé « Bit stuffing » (voir la liste des auteurs).